# Gudower See
Der Gudower See ist ein See in der Gemeinde Gudow im schleswig-holsteinischen Kreis Herzogtum Lauenburg, im Naturpark Lauenburgische Seen. Er grenzt im Norden unmittelbar an den Ort Gudow; sein Südufer ist bewaldet und von einem geschlossenen Röhrichtgürtel umgeben. Der See wird von Norden durch den Stichelsbach mit Wasser aus zwei Moorgebieten gespeist und entwässert im Westen über einen etwa 400 Meter langen Graben in den Sarnekower See. Ein weiterer Zufluss kommt im Nordosten vom Segrahner See. Über den Sarnekower See fließt das Wasser ins Hellbachtal und über die Möllner Seenplatte weiter zum Elbe-Lübeck-Kanal. Der als dystroph charakterisierte, aber eutrophierte See ist 70,7 Hektar groß und bis zu 9,7 Meter tief mit einem Wasservolumen von 3,4 Millionen Kubikmetern. Die Ufer sind 3,6 Kilometer lang, und das Einzugsgebiet umfasst knapp 60 Quadratkilometer.
Das Landesamt für Landwirtschaft, Umwelt und ländliche Räume liefert Karten vom Einzugsgebiet, Tiefenlinien, Wasserstände, Gutachten und physikalisch-chemische Daten zum Gudower See über ein Wasserwirtschaftliches Fach-Informationssystem des Landes Schleswig-Holstein.